# Yamana Sōzen
Yamana Sōzen (山名 宗全?; 6 luglio 1404 – 15 aprile 1473) inizialmente noto come Yamana Mochitoyo (山名 持豊?) prima di diventare monaco, fu un daimyō giapponese del periodo Muromachi, tra capi più noti del clan Yamana. per la sua carnagione rossa viene spesso ricordato come Aka-nyūdō, "il monaco Rosso".

## Biografia
Yamana Sōzen fu figlio di Yamana Tokihiro (1367-1435), capo del clan Yamana. Tokihiro era lo Shugo (governatore) delle province di Tajima, Inaba e Hoki. Tokihiro, che versava spesso in cattive condizioni di salute, si ritirò nel 1433 e passò le sue numerose terre al figlio Sōzen. Nel 1441 Sōzen assistette all'assedio del castello di Shirahata che avvicinò la rovina del clan Akamatsu, e ricevette in premio la provincia di Harima. Successivamente si rasò la testa e prese il nome Sōzen. Dopo una diatriba con lo Shōgun Ashikaga Yoshimasa si ritirò a Tajima e mandò suo figlio Noritoyo a sostituirlo a Kyoto (1454). L'anno seguente Akamatsu Norinao entrò nella provincia di Harima, ma Sōzen marciò nuovamente contro di lui, sconfiggendolo e mettendolo a morte.
Il clan Yamana aveva subito diverse sconfitte nel corso degli anni, mentre il clan Hosokawa era una delle tre famiglie che controllavano la posizione di Kanrei (deputato dello shōgun). Sōzen probabilmente fu risentito della ricchezza e del potere di cui godeva suo genero, Hosokawa Katsumoto. Non volendo impegnarsi in una guerra aperta finché non fu sicuro della propria forza, Sōzen decise di intervenire in una serie di dispute di successione e altri affari politici, contrastando i piani ed i desideri di Hosokawa e costruendosi lentamente una fitta rete di clan alleati.
Nel 1464 una disputa di successione scoppiò nello stesso Shōgunato. Lo shōgun Ashikaga Yoshimasa stava considerando di ritirarsi. Hosokawa sostenne il fratello dello Shōgun, Ashikaga Yoshimi come successore, e così Yamana scelse di sostenere Ashikaga Yoshihisa, il figlio, ancora bambino, dello shōgun. Nel 1466 entrambe le parti avevano trascorso diversi anni a radunare forze, così sia gli Yamana che gli Hosokawa si sentirono pronte a fronteggiarsi e iniziarono a scoppiare le prime scaramucce.
Nel 1467, il primo anno Ōnin dal calendario giapponese, entrambi iniziarono a preparare più seriamente il conflitto in arrivo; cercarono case fortificate a Kyoto e pianificarono di combattere per le strade. Sōzen portò Yoshimi nella residenza dello shōgun, dove Hosokawa, che sosteneva la rivendicazione di Yoshimi sullo shōgunato, non riusciva a raggiungerlo. Yoshimi divenne essenzialmente un ostaggio.
Capendo che la guerra aperta nella capitale si sarebbe estesa velocemente alle province, lo shōgun Yoshimasa dichiarò che il primo a compiere un attacco all'interno della città sarebbe stato etichettato come ribelle contro lo shōgunato e nemico del paese. Così, per diversi mesi, il conflitto si placò poiché nessuna delle due parti era disposta a fare una mossa. Alla fine, nel marzo 1467, la casa di un ufficiale di Hosokawa fu distrutta da un incendio. Dopo diversi altri attacchi minori e manovre politiche, a maggio, Hosokawa attaccò in modo definitivo la villa di uno dei generali degli Yamana. Tuttavia furono gli Yamana ed essere etichettati come ribelli e nemici dello stato. 
Fu così che iniziò la guerra Ōnin (1467 - 1477) che distrusse la capitale Kyoto e il potere dello shōgunato Ashikaga. La guerra si estese in tutto il paese e numerosi daimyō divennero di fatto indipendenti e bramosi di conquiste. Ebbe così inizio il periodo Sengoku. 
Nel 1473 sia Sōzen che Katsumoto morirono e non fu mai decretato un vincitore effettivo della guerra.